# Grewia lacei
Grewia lacei là một loài thực vật có hoa trong họ Cẩm quỳ. Loài này được J.R.Drumm. & Craib mô tả khoa học đầu tiên năm 1911.